# 純屬意外
《純屬意外》，2000年台灣電影。

## 概述
故事劇情描寫都會夫妻倦怠於規律生活的掙扎，探索男女之間荒謬有趣的情感，並解析夫妻之間的婚姻問題，以及最初是為什麼要結婚。

## 劇情簡介
|                    | 如果有一天老婆不見了 我又可以重新做人 |
| ——引自電影海報標題 |                                       |

結婚數年的電腦公司職員德元和老婆麗雯已逐漸失去浪漫感覺，經常要守在電腦前玩著電動玩具。久而久之，唯一能分享他的心事，只有電視臺記者薇薇，逐漸處於隨時準備出軌狀態。甚至，他異想天開想像有天老婆就這麼不見了，那該有多好！
沒想到，因為一張中獎的統一發票，開始讓麗雯懷疑德元已有了外遇，並查出源頭來自於一家情趣用品店的性感內衣。她為取得德元外遇的證據，單獨前往情趣用品店調查時，卻意外遭受到美娜與FA的綁架。
發現老婆離家的德元，剎那間確有一份自由與輕鬆，享受著沒有老婆的單身生活。原本他以為從此就能隨心所欲，沒想到結果卻是出人意外，並一連串荒謬有趣的事接連發生。
然而，這一場意外的烏龍綁架事件，讓遭受綁架的麗雯負氣決定跟著美娜與FA同行，眼看著這一對年輕人為了愛情，不顧明哥的追殺，依然天真浪漫的在海邊舉行了一個簡單的婚禮，深受感動，也喚起被生活埋沒的心中那份愛情。
後來，麗雯決定以嶄新的心情回去，找夫妻倆人回當年結婚的浪漫感覺。終於，倆人見面相談之下，仍然決定重修舊好。

## 人物角色
| 角色名稱 | 演員   | 備註                             |
| -------- | ------ | -------------------------------- |
| 陳德元   | 屈中恆 | 電腦公司職員，麗雯的丈夫         |
| 麗雯     | 向麗雯 | 家庭主婦，德元的妻子             |
| 美娜     | 蕭淑慎 | 檳榔西施，明哥的女人，阿發的女友 |
| FA／阿發 | 蔡政良 | 無業青年，美娜的男友             |
| 薇薇     | 林姮怡 | 電視臺記者，德元的外遇           |
| 明哥     | 高明偉 | 地方角頭，美娜的男人             |
| 未具名   | 吳念真 | 神父                             |
| 南哥     | 蔡振南 | 地方角頭                         |
| 未具名   | 陳玉勛 | 婚紗店攝影師                     |
| 未具名   | 邱心志 | 婚紗店化妝師                     |

## 獎項
| - 金馬獎 - 「最佳男主角獎」：屈中恆 - 「最佳女配角獎」：蕭淑慎 | - 台北電影節 - 「商業類：年度最具潛力新人獎」：向麗雯 |

## 外部連結
- 開眼電影網上《純屬意外》的資料（繁體中文）
- 香港影庫上《純屬意外》的資料（繁體中文）
- 时光网上《純屬意外》的資料（简体中文）
- 豆瓣电影上《純屬意外》的資料 （简体中文）
- 互联网电影数据库（IMDb）上《純屬意外》的资料（英文）
- 純屬意外（Pure Accidents） （页面存档备份，存于），〈臺灣電影網〉